# 赫尔曼·尼特西
赫尔曼·尼特西又译赫尔曼·尼奇（1938年8月29日—2022年4月18日），奥地利画家、行为艺术家，同时也是一位雕塑家、文学家和音乐家。维也纳行动派代表人物。

## 生平
1938年生于奥地利首都维也纳。在维也纳学派图形艺术研究院（Wiener Graphische Lehr-und Versuchanstalt）学习期间，尼特西迷恋上了宗教艺术，并于1950年代开始创作《纵欲神秘戏剧》（Orgien Mysterien Theater）系列作品，并于1962至1998年期间演出上百场。

## 纵欲神秘戏剧
尼特西的《纵欲神秘戏剧》系列行为表演（或正如艺术家所言，“Aktion”，行动）极具宗教和存在主义色彩：宰杀、献祭、十字钉刑，以及鲜血和裸露的肉体，伴随着音乐、舞蹈和观众的参与。

### 首场纵欲神秘戏剧
在首场《纵欲神秘戏剧》中，尼特西和他的朋友们使用了动物的尸体、内脏以及血液创造了一个宗教般的“祭祀”。表演中的衣物、绷带等道具同时也影响了尼特西的绘画创作。

### 个人结构与纵欲神秘戏剧
在尼特西的晚年，他与国际艺术平台个人结构合作紧密。
2010年5月，尼特西在意大利那不勒斯将个人结构的两位策展人卡琳·德容（Karlyn De Jongh）和莎拉·戈尔德（Sarah Gold）“钉上十字架”，并举行了第130场《纵欲神秘戏剧》。在表演前一周，三人每日紧张彩排，并深入讨论《纵欲神秘戏剧》与生活体验。在表演当天，卡琳·德容和莎拉·戈尔德被蒙上双眼、固定在十字架上，并在赫尔曼·尼特西博物馆（Museo Hermann Nitsch）感受和体验发生在她们身上的一切。
随后于2011年，这第130场《纵欲神秘戏剧》的文献于本博皇宫（Palazzo Bembo）内举行的第54届威尼斯双年展个人结构主题展，与瑪莉娜·阿布拉莫維奇的影像装置，和幸鑫的现场行为《2011年，在一个西方的展览上展出我自己》共同展出。
与此同时，国际艺术事务基金会将此次演出的文献发行成册，名为《赫尔曼·尼特西：在我肌肤之下》（Hermann Nitsch: Under My Skin）。

## 争议性
成长于第二次世界大战的环境下，尼特西将他对生活与宗教的强烈感受融入他的艺术创作中，并采取了禁忌的图像、裸露、血腥场面等极端的手段，在上世纪60年代大受非议。因此，他曾多次被送上法院，并3次入狱。
虽然他的作品在当今社会慢慢被人们所接受，但也时常有人讨论说他的作品是当今社会文化中的暴力典范。